# List czternastu
List 14 – list protestacyjny do władz PRL, w którym czołowi polscy prawnicy i naukowcy protestowali przeciwko drastycznym represjom stosowanym wobec uczestników wydarzeń czerwca 1976 (m.in. przeprowadzaniu tzw. "ścieżek zdrowia").
Inicjatywę napisania listu wysunął Jan Olszewski. Jego sygnatariuszami byli m.in.:
- gen. bryg. Mieczysław Boruta-Spiechowicz
- Ludwik Cohn
- Jakub Karpiński
- Stefan Kisielewski
- Edward Lipiński
- Jan Olszewski
- Józef Rybicki
- Władysław Siła-Nowicki
- Stanisław Szczuka
- Wojciech Ziembiński